# Ковар
Кова́р — прецизионный сплав с заданным коэффициентом линейного теплового расширения, обычно состоящий из 29 % никеля (Ni), 17 % кобальта (Co) и 54 % железа (Fe) с примесями кремния, углерода, марганца.
Имеет коэффициент теплового расширения близкий в широком диапазоне температур к коэффициенту теплового расширения боросиликатного стекла, используемого для изготовления баллонов ламп накаливания, люминесцентных ламп, электровакуумных приборов, металлостеклянных изоляторов и металлокерамических корпусов микросхем.
Отличается высокой адгезией к расплавленному стеклу, поэтому широко используется для изготовления проходящих через стекло электрических выводов вакуумных, газонаполненных и герметизированных приборов и различных ламп.
Название сплава «ковар» является зарегистрированной торговой маркой фирмы «Carpenter Technology Corporation CRS Holdings». В СССР и России, в зависимости от технологии изготовления, имеет обозначения "НК29" и "НК29-ВИ".

## Свойства
| Свойство                                       | После спекания       | После горячего прессования |
| ---------------------------------------------- | -------------------- | -------------------------- |
| Плотность, г/см3                               | 8,0                  | 8,35                       |
| Температура плавления, °C                      | 1450                 | 1450                       |
| Удельная теплоёмкость Дж/(кг•K)                | 460                  | 460                        |
| Теплопроводность, Вт/(К•м)                     | 17; (16,7; 17,3; 19) | 17; (16,7; 17,3; 19)       |
| Твердость по Виккерсу (нагрузка 1 кгс)         | 160                  | 150                        |
| Предел прочности на разрыв, МПа (кгс)          | 650 (65)             | 650 (65)                   |
| Относительное удлинение при разрыве, %         | 30                   | 30                         |
| Коэффициент Пуассона                           | 0,32—0,42; 0,317     | 0,32—0,42; 0,317           |
| Модуль Юнга, ГПа                               | 138—196              | 138—196                    |
| Предел упругости, МПа                          | 270                  | 270                        |
| Удельное электрическое сопротивление, Ом•мм2/м | 0,49                 | 0,49                       |

Представляет собой мягкий, пластичный металл серебристо-белого цвета.
Во влажной среде сплав подвержен коррозии, требует защитных антикоррозийных покрытий. Обычно, с этой целью изготовленные из сплава выводы приборов никелируют.
Сплав хорошо лудится оловянно-свинцовыми припоями. При спайке со стеклом образует надёжное вакуумно-плотное сцепление. Сквозь прозрачное бесцветное стекло видно, что проволока, изготовленная из сплава, в спае имеет медно-красный цвет, поэтому иногда ошибочно считают, что проволока изготовлена из меди.
Модуль Юнга и коэффициент Пуассона зависят от термической обработки сплава и его деформации, — после отжига или в нагартованном состоянии: модуль Юнга от 138 МПа до 196 МПа, коэффициент Пуассона от 0,317 до 0,42.

## Ферромагнитные свойства[4]
- Сплав ферромагнитен. Температура Кюри 420 °C, по другим данным 435 °C.
- Коэрцитивная сила: 74 А/м.
- Начальная магнитная проницаемость: 0,78 мГн/м.
- Максимальная магнитная проницаемость: 6,36 мГн/м.
- Остаточная индукция магнитного поля: 0,9750 Тл.
- Магнитная индукция в поле 8 эрстед: 1,325 Тл.

## Температурный коэффициент линейного расширения
Температурный коэффициент линейного расширения сплава (ТКЛР) хорошо согласован с ТКЛР некоторых специальных марок стекла. Например, стекла марок С49-2, С51-1, С51-2 имеют ТКЛР в диапазоне температур от 20 до 300 °C 5,2·10−6 1/К.
При температуре в точке Кюри в сплаве происходит фазовый переход — до этой температуры ТКЛР имеет значение около 5,5·10−6 1/К, а свыше точки Кюри около 9·10−6 1/К. Этот излом зависимости ТКЛР от температуры называют точкой перегиба. Значение температуры точки перегиба нормируется стандартами на сплав. Для сплава НК29 точка перегиба должна быть 420 °C.
ТКЛР сплавов 29НК и 29НК-ВИ в виде отожжённой ленты приведён в таблице.
| Температура, °C                                                                  | -100 | -80 | -60 | -40 | -20 | 100 | 200 | 300 | 400 | 500 | 600 | 700 | 800 |
| Температурный коэффициент линейного расширения сплавов 29НК и 29НК-ВИ, ×10−6 1/К | 7,6  | 7,5 | 7,4 | 7,4 | 7,1 | 6,3 | 5,9 | 5,2 | 5,0 | 6,4 | 7,7 | 9,0 | 9,8 |

## Химический состав
В СССР и России химический состав прецизионных сплавов устанавливает ГОСТ 10994—74 «Сплавы прецизионные. Марки». Например, сплав марки 29НК имеет следующий состав в массовых %:
| Железо    | Никель | Кобальт | Углерод       | Кремний      | Марганец       | Фосфор         | Сера           | Хром         | Медь         | Алюминий     | Титан        |
| --------- | ------ | ------- | ------------- | ------------ | -------------- | -------------- | -------------- | ------------ | ------------ | ------------ | ------------ |
| остальное | 29     | 17      | не более 0,03 | не более 0,3 | не более 0,4 % | не более 0,015 | не более 0,015 | не более 0,1 | не более 0,2 | не более 0,2 | не более 0,1 |

Иные химические элементы, кроме железа, никеля и кобальта нежелательны в составе сплава, так как ухудшают его свойства.

## Производство
Сплав выплавляется в дуговых электропечах. Легирующие компоненты добавляются в виде ферросплавов. В процессе выплавки тщательно контролируется химический состав сплава, поэтому этот сплав относят к прецизионным сплавам.
После выплавки слитки сплава подвергают прокатке, волочению для получения проволоки, прутков разного сечения, лент, труб и других профилей.
Перед применения для спайки со стеклом или керамикой заготовки из сплава подвергают отжигу в атмосфере влажного водорода при температуре 800—900 °C и затем создают на поверхности окисную плёнку нужной толщины нагревом в воздухе с заданной длительностью до контролируемой температуры. Окисная плёнка состоит из оксидов кобальта и никеля с незначительной примесью оксида железа, так как образующийся при окислении оксид железа восстанавливается кобальтом. Окисная плёнка существенно улучшает адгезию к расплавленному стеклу.

## Применение
Сейчас основной потребитель сплава (после вытеснения электровакуумных приборов полупроводниковыми приборами) — производство ламп накаливания и люминесцентных осветительных ламп, полупроводниковых приборов в металлостеклянных и металлокерамических корпусах, герметизированных электрических разъёмов со стеклянными изоляторами, где изготовленная из сплава проволока или лента используется для герметичных токовыводов, проходящих через стекло или керамику.
В меньшей мере сплав используется для изготовления выводов микросхем (даже необязательно микросхем в металлостеклянных или металлокерамических корпусах, также и в пластиковых). Это применение сплава для выводов микросхем в пластиковых корпусах и других применений обусловлено относительной дешевизной сплава, доступностью и хорошей технологичностью — сплав и в холодном состоянии пластичен, хорошо прокатывается, вытягивается, штампуется с глубокой вытяжкой, сваривается, паяется оловянно-свинцовыми и твёрдыми припоями.